# Andranik Margaryan
Andranik Margaryan (in armeno: Անդրանիկ Մարգարյան; 12 giugno 1951 – 25 marzo 2007) è stato un politico armeno.
Membro del Partito Repubblicano d'Armenia, di ispirazione conservatrice, dal 12 maggio 2000 fino al giorno della sua morte fu il Primo Ministro dell'Armenia.
Morì prematuramente a causa di un presunto infarto probabilmente sollecitato da una dose di veleno, lo stesso che sarebbe costato la vita al cantante Aram Asatryan.